# Киданівська сільська рада (Бучацький район)
Ки́данівська сільська́ ра́да — колишня адміністративно-територіальна одиниця та орган місцевого самоврядування в Чортківському районі Тернопільської області. Адміністративний центр — с. Киданів.

## Загальні відомості
Киданівська сільська рада утворена 28 грудня 1993 року.
- Територія ради: 16,03 км²
- Населення ради: 311 особа (станом на 2001 рік)
- Територією ради протікає річка Стрипа

До 19 липня 2020 р. належала до Бучацького району.
11 грудня 2020 р. увійшла до складу Бучацької міської громади.

## Населені пункти
Сільській раді були підпорядковані населені пункти:
- с. Киданів

## Географія
Киданівська сільська рада межує з:
- Зарваницькою сільською радою (Теребовлянський район)
- Бобулинською сільською радою

## Склад ради
Рада складалася з 12 депутатів та голови.
- Голова ради:
- Секретар ради: Шпотак Любов Богданівна

### Керівний склад попередніх скликань
| Прізвище, ім'я, по батькові | Основні відомості                                    | Дата обрання | Дата звільнення |
| --------------------------- | ---------------------------------------------------- | ------------ | --------------- |
| Квіт Зеновія Андріївна      | Сільський голова, 1949 року народження, позапартійна | 26.03.2006   | 31.10.2010      |

Примітка: таблиця складена за даними сайту Верховної Ради України

### Депутати
За результатами місцевих виборів 2010 року депутатами ради стали:

#### За суб'єктами висування
| Суб'єкт висування                                   | Кількість обраних депутатів | %    |
| --------------------------------------------------- | --------------------------- | ---- |
| Самовисування                                       | 11                          | 91,7 |
| Політична партія Всеукраїнське об'єднання «Свобода» | 1                           | 8,3  |

#### За округами
| № округу                                            | Прізвище, ім'я, по батькові       | Дата визнання обраним | Освіта             | Партійна приналежність                    | Відомості про обраного депутата |
| --------------------------------------------------- | --------------------------------- | --------------------- | ------------------ | ----------------------------------------- | ------------------------------- |
| Політична партія Всеукраїнське об'єднання «Свобода» |                                   |                       |                    |                                           |                                 |
| 3                                                   | Піддубний Богдан Ігорович         | 04.11.2010            | середня            | член Всеукраїнського об'єднання «Свобода» |                                 |
| Самовисування                                       |                                   |                       |                    |                                           |                                 |
| 1                                                   | Фреяк Володимир Іванович          | 04.11.2010            | середня спеціальна | позапартійний                             |                                 |
| 2                                                   | Піддубна Ганна Олександрівна      | 04.11.2010            | середня спеціальна | позапартійна                              | загальноосвітня школа, вчитель  |
| 4                                                   | Монастирська Ганна Константинівна | 04.11.2010            | середня            | позапартійна                              | пенсіонер                       |
| 5                                                   | Сисак Володимира Григорівна       | 04.11.2010            | середня спеціальна | позапартійна                              | загальноосвітня школа, вчитель  |
| 6                                                   | Попович Марія Іванівна            | 04.11.2010            | середня спеціальна | член Всеукраїнського об'єднання «Свобода» |                                 |
| 7                                                   | Яцишин Василь Петрович            | 04.11.2010            | середня            | член Всеукраїнського об'єднання «Свобода» | загальноосвітня школа, завгосп  |
| 8                                                   | Щепна Марія Володимирівна         | 04.11.2010            | середня спеціальна | позапартійна                              |                                 |
| 9                                                   | Сидор Василь Андрійович           | 04.11.2010            | середня спеціальна | член Всеукраїнського об'єднання «Свобода» |                                 |
| 10                                                  | Шандрівський Петро Іванович       | 04.11.2010            | середня спеціальна | член Всеукраїнського об'єднання «Свобода» |                                 |
| 11                                                  | Шпотак Любов Богданівна           | 04.11.2010            | середня спеціальна | член Всеукраїнського об'єднання «Свобода» | с/р, тех. працівник             |
| 12                                                  | Конопада Галина Іванівна          | 04.11.2010            | вища               | позапартійна                              | с/р, секретар                   |